# Naussac (Lozère)
Naussac is een plaats en voormalige gemeente in het Franse departement Lozère in de regio Occitanie en telt 201 inwoners (2004). De plaats maakt deel uit van het arrondissement Mende.

## Geschiedenis
Op 1 januari 2016 fuseerde Naussac met de gemeente Fontanes tot de gemeente Naussac-Fontanes.

## Geografie
De oppervlakte van Naussac bedraagt 13,0 km², de bevolkingsdichtheid is 15,5 inwoners per km².
De onderstaande kaart toont de ligging van Naussac (Lozère) met de belangrijkste infrastructuur en aangrenzende gemeenten.

## Demografie
Onderstaande figuur toont het verloop van het inwonertal.